# Сигамбры

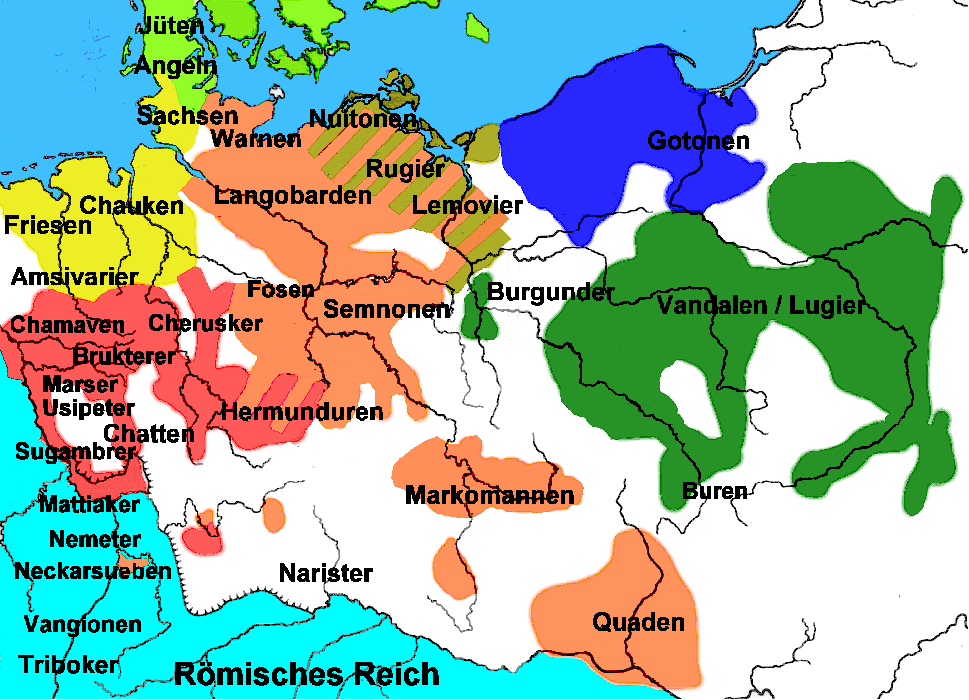
Карта расселения германских племён в 50 году н. э. Сигамбры отмечены слева розовым, южнее хаттов и узипетов

Сигамбры (сугамбры, сикамбры, лат. Sygambri) — древнегерманское племя, жившее на правом берегу Среднего Рейна в VIII—I веках до н. э. к северу от племени убиев. Отнесены историком Тацитом к истевонам.
На территории Древней Германии сигамбры также были известны под именем марсов (под таким именем они участвовали в антиримском восстании Арминия в 9 году н. э.).
Сигамбрами вплоть до VI века часто называли франкских конунгов (королей), в том числе и Хлодвига I Меровинга, при крещении которого в 496 году реймсский епископ Ремигий произнес знаменитую фразу: «Mitis depone colla, sicamber, adora quod incendisti, incendi quod adorasti» («Покорно склони выю, сигамбр, почитай то, что сжигал, сожги то, что почитал»). В первую очередь это связано с тем, что полулегендарный древнегерманский конунг Меровей — основатель франкской королевской династии Меровингов — считался представителем сигамбрского рода Хлодиона.

## История
В 55 году до н. э. против сигамбров, защищавших от римлян германские племена тенктеров и усипетов, выступил Гай Юлий Цезарь.
В 16 году до н. э. сигамбры — в союзе с другими германскими племенами — перешли границу на реке Рейн и разбили римские войска под руководством Марка Лоллия.
Сигамбрам долгое время удавалось успешно сопротивляться попыткам императора Августа и Клавдия Друза (с 12 года до н. э.) подчинить их Риму, однако они все же были покорены обманным путём римским императором Тиберием (8-7 годы до н. э.). В 7 году до н. э. около 40 тысяч сигамбров было насильственно переселено с Среднего Рейна в провинцию Белгику.
В III веке н. э. сигамбры вместе с хамавами составили ядро федерации салических франков, после чего их имя быстро исчезает и замещается наименованием франки.